# Matthias Heidemann
Matthias Heidemann (ur. 7 lutego 1912, zm. 30 listopada 1970), niemiecki piłkarz, napastnik. Brązowy medalista MŚ 34.
W reprezentacji Niemiec zagrał 3 razy. Debiutował 19 listopada 1933 w meczu ze Szwajcarią, ostatni raz zagrał w 1935. Podczas MŚ 34 wystąpił w jednym meczu (o brązowy medal). Był wówczas zawodnikiem Werderu Brema, grał także w Bonner FV.